# Fuck You!!! And Loving It: A Retrospective
Fuck You!!! And Loving It: A Retrospective é o primeiro (e único) álbum de greatest hits lançado pela vocalista Wendy O. Williams. Embora o álbum seja creditado inteiramente à vocalista Wendy O. Williams, o álbum traz também músicas que ela gravou com a sua extinta banda, o Plasmatics. Esse álbum traz faixas de todos os álbuns do Plasmatics, exceto do álbum Coup d'Etat e dos álbuns solo que Wendy gravou em sua carreira solo.
Em 2003, esse álbum foi relançado pela Powerage, uma gravadora independente.

## Faixas
1. Tight Black Pants (ao vivo) (do álbum New Hope for the Wretched)
2. Butcher Baby (do álbum New Hope for the Wretched)
3. Sex Junkie (ao vivo) (do álbum Beyond the Valley of 1984)
4. A Pig is a Pig (do álbum Beyond the Valley of 1984)
5. It's My Life (do álbum W.O.W.)
6. Hoy Hey (Live to Rock) (do álbum Kommander of Kaos)
7. Goin' Wild (do álbum Kommander of Kaos)
8. You're a Zombie (do álbum Maggots: The Record)
9. Propagators (do álbum Maggots: The Record)
10. Know W'am Sayn' (do álbum Deffest! and Baddest!)

## Músicos
- Wendy O. Williams - Vocal
- Wes Beech - Guitarra
- Michael Ray - Guitarra
- Reginald Van Helsing - Baixo
- T. C. Tolliver - Bateria
- Chris Romanelli - Baixo
- Chosei Funahara - Baixo
- Ray Callahan - Bateria
- Richie Stotts - Guitarra
- Jean Beauvoir - Baixo
- Greg Smith - Baixo
- Stu Deutsch - Bateria
- Neal Smith - Bateria
- Tony Petri - Bateria
- Joey Reese - Bateria